# Молчан Юрій Сергійович
Юрій Сергійович Молчан (рос. Юрий Сергеевич Молчан, нар. 8 квітня 1983, Тирасполь, СРСР) — російський фехтувальник на рапірах, бронзовий призер Олімпійських ігор 2004 року,  чемпіон Європи.

## Виступи на Олімпіадах
| Олімпіада  | Дисципліна           | Місце |
| ---------- | -------------------- | ----- |
| Афіни 2004 | індивідуальна рапіра | 25    |
| Афіни 2004 | командна рапіра      | 3     |